# GE C44-9WM
A GE C44-9WM é uma locomotiva diesel-elétrica de seis eixos e 4,390 hp (3,273 kW) produzida pela GE Transportation a partir de 1997 para o mercado brasileiro. Seu projeto é baseado na locomotiva GE C44-9W, porém, incorpora diversas modificações em relação ao modelo destinado às ferrovias americanas, visando atender às necessidades das ferrovias brasileiras.  
Por se tratar de um projeto especial, desenvolvido para o mercado externo, foi adicionada pela GE a letra M ("Modified") ao final do nome utilizado pelo modelo original norte-americano. 
A Estrada de Ferro Carajás adquiriu 77 locomotivas, fabricadas entre 1997 e 2005. A Ferronorte recebeu 50 unidades fabricadas em 1998, sendo estas, herdadas pela Brasil Ferrovias, América Latina Logística, e a Rumo, sua atual operadora.

## Tabela
| C44-9WM           | C44-9WM          | C44-9WM          |
| ----------------- | ---------------- | ---------------- |
| Ferrovia          | Ferronorte       | EFC              |
| Potência (hp)     | 4400             | 4400             |
| Bitola (mm)       | 1600             | 1600             |
| Fabricante        | General Electric | General Electric |
| Origem            | EUA              | EUA              |
| Ano de fabricação | 1998 e1999       | 1997 a 2008      |
| Quantidade        | 50               | 77               |
| Números           | 9001 a 9050      | 801 a 867        |
| Total             | 127              | 127              |